# Yrjö Kulovesi
Yrjö Sakarias Kulovesi (ur. jako Yrjö Sakarias Ringbom 13 grudnia 1887 w Tampere, zm. 21 września 1943 tamże) – fiński lekarz, psychoanalityk. W 1924 odwiedził Freuda i przeszedł dwie własne analizy, pod kierunkiem Edwarda Hitschanna i Paula Federna. W 1931 roku został wybrany członkiem Wiedeńskiego Towarzystwa Psychoanalitycznego. Wspólnie z Alfhild Tamm założył Fińsko-Szwedzkie Towarzystwo Psychoanalityczne w Sztokholmie, zaakceptowane przez Międzynarodowe Towarzystwo Psychoanalityczne na Kongresie IPA w Lucernie w 1934 roku. W 1936 został analitykiem szkoleniowym. W jego dorobku naukowym znajduje się około 30 prac.